# 磁気浮上式鉄道
磁気浮上式鉄道（、英: Maglev）とは、磁力による反発力または吸引力を利用して車体を軌道から浮上させて推進する鉄道のこと。英語では"Maglev"（マグレブ）と呼称し、「磁気浮上」を表す"Magnetic levitation"が語源である。磁気浮上式鉄道はその近未来性からリニアモーターカーの代表格でもある。1971年、西ドイツで Prinzipfahrzeug が初めての有人走行に成功した。

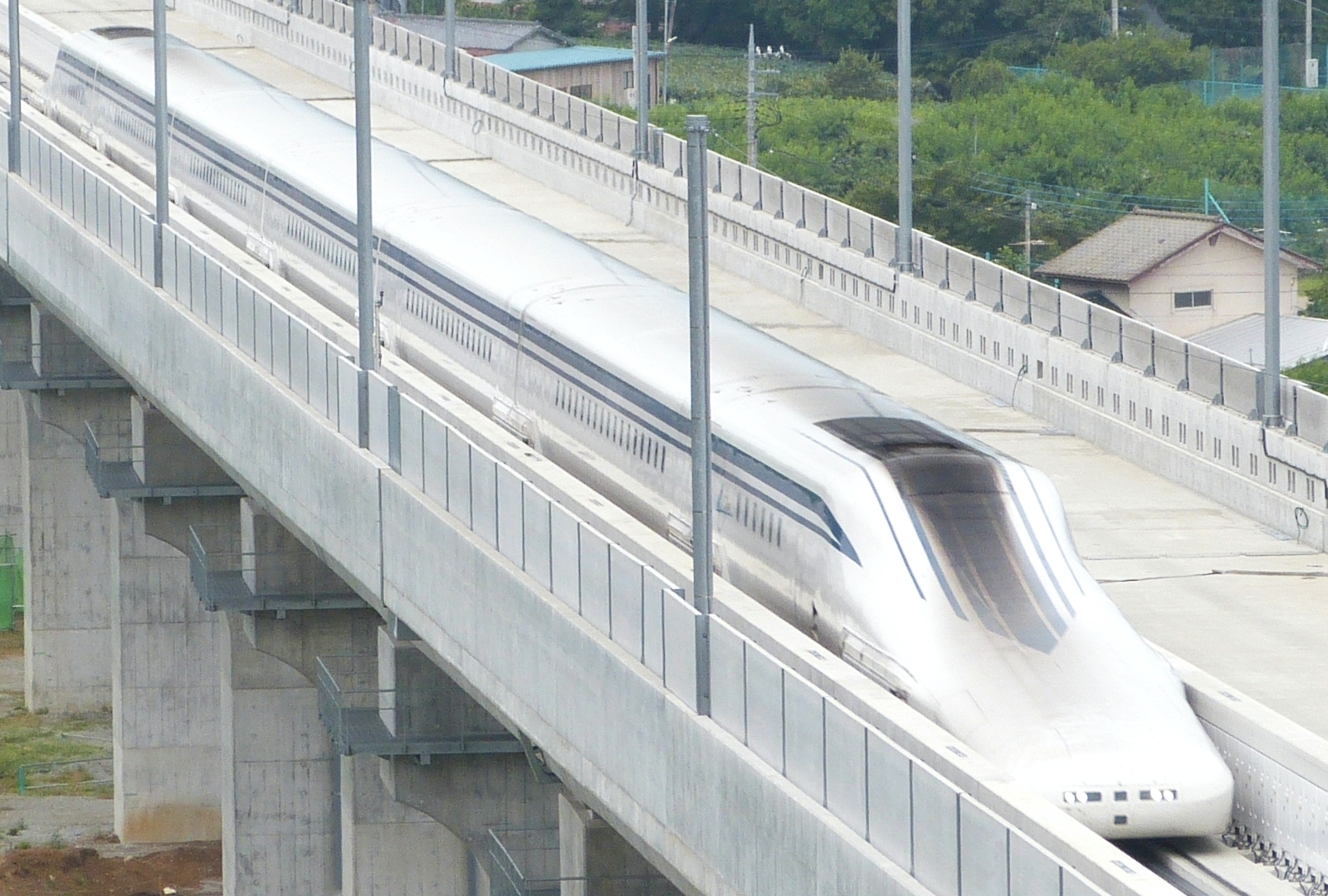
超電導リニア L0系。2015年4月に山梨実験線にて世界最高速度603km/hを記録。

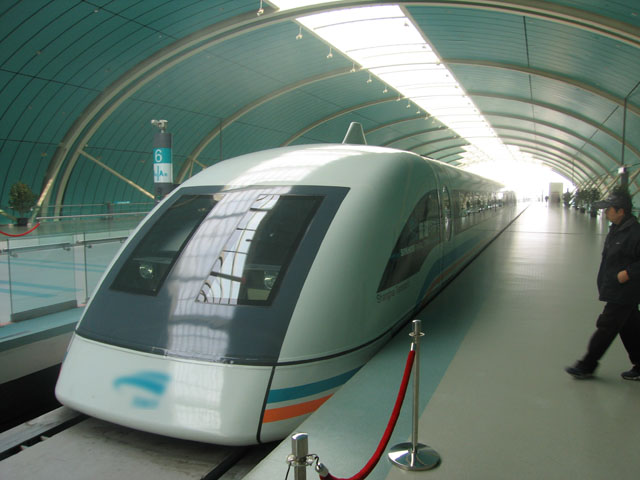
トランスラピッド（上海トランスラピッド）

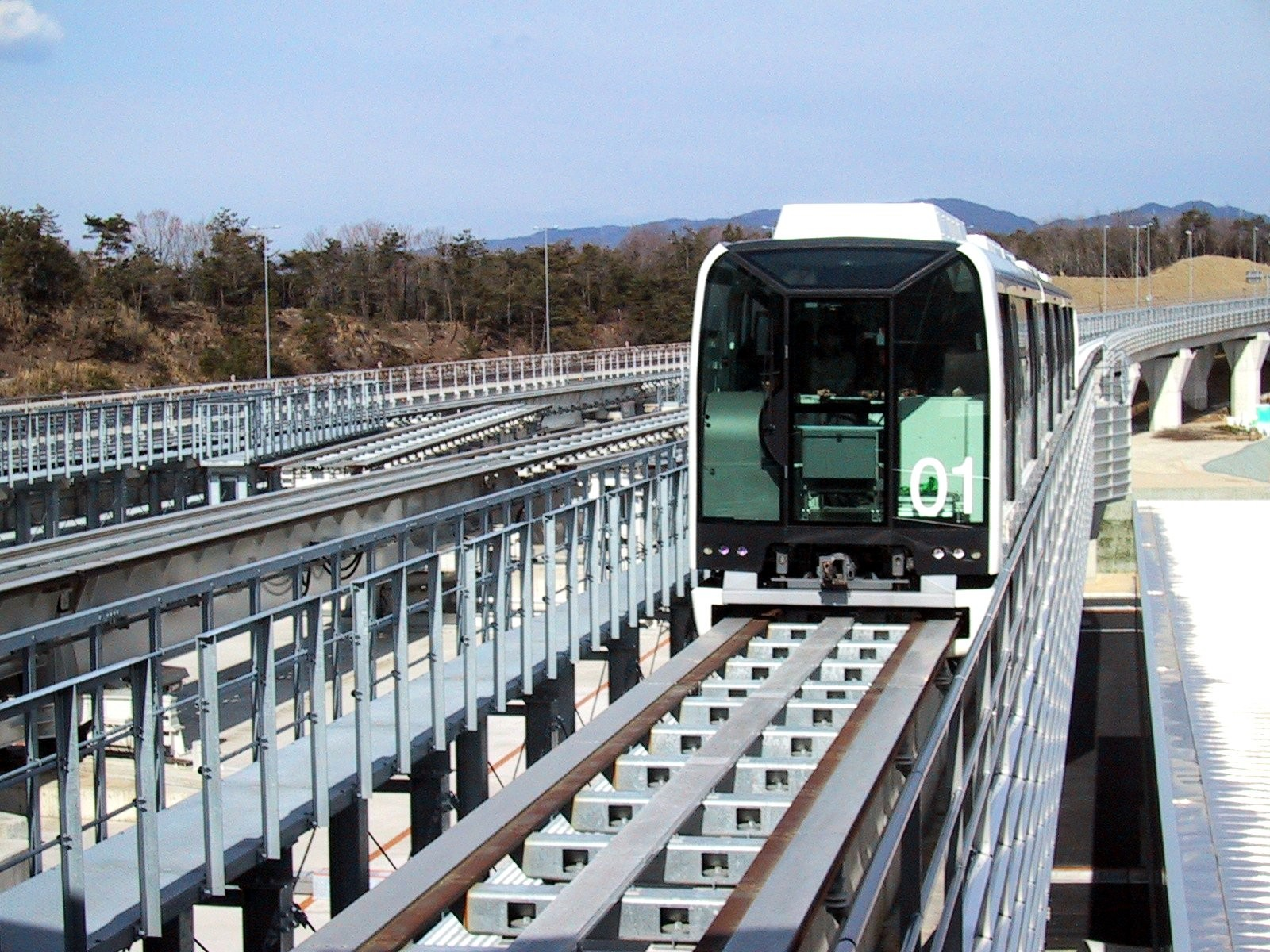
HSST - 愛知高速交通100形（リニモ）

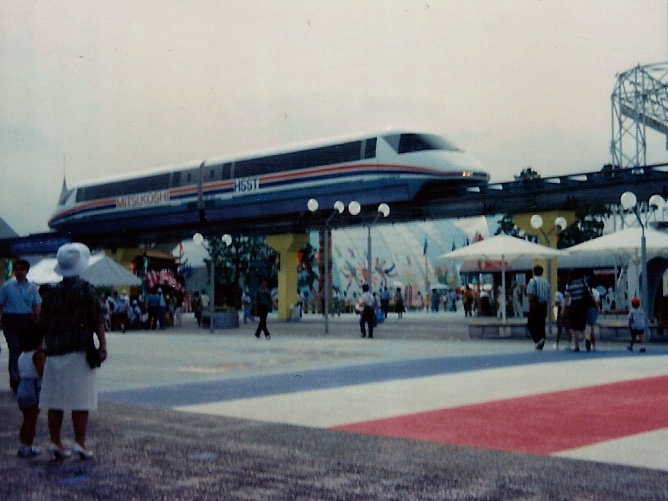
HSST - エイチ・エス・エス・ティ HSST-05（横浜博覧会で、日本初の営業運転を実施）

世界で開発されている主な磁気浮上式鉄道には、常伝導電磁石を用いる方式（トランスラピッド、HSSTなど）と、超伝導電磁石を用いる方式（超電導リニアなど）があり、有人試験走行での世界最高速度は2015年4月21日に日本の超電導リニアL0系が記録した603km/hである。
現在、愛知県の愛知高速交通東部丘陵線（愛称：リニモ）、韓国の仁川空港磁気浮上鉄道、中国の上海トランスラピッド、長沙リニア快線、北京地下鉄S1線などが、実用路線として営業運転を行っている。
日本では1989年に開催された横浜博覧会において、HSST-05（後のHSST-200系統）がYES'89線として日本初の営業運転を行った。
超電導リニアによる中央新幹線は、品川駅 - 名古屋駅間で2027年の先行開業、名古屋駅 - 新大阪駅間で2037年の全線開業を目指して計画が進められていた。（これが開業すれば、他線に先を越されない限り、世界初の超電導リニアの営業路線、および世界初の都市圏間マグレブとなる。）しかし、工事に伴う環境問題への懸念や各所における工事の遅れから2027年の開業は断念され、2034年以降の開業が見込まれている。

## 技術
磁気浮上に必要な要素技術として、力の働く方向に浮上・案内・駆動（推進）の3種類に分類できる。

### 磁気浮上の種類
磁石またはコイルの設置方法により、以下の三種類がある。
- 反発浮上方式
- 側面浮上方式（誘導電流による吸引反発併用式）
- 吸引方式

反発浮上および側面浮上式は、車上の磁石の磁力強度と設置する磁石またはコイルの位置関係で自然に浮上量が決定する。吸引式は吸引力の働いている間のギャップが減ると浮上力が増す関係にあるため、浮上量を一定に保つために電磁石などで吸引力を制御する必要がある。
また電磁気的作用により以下の分類方法も考えられる。
- 永久磁石、電磁石同士の吸引・反発を利用して浮上[注釈 2]
- 移動する磁石と、コイル内で発生する電磁誘導作用に発生する起磁力による吸引・反発を利用して浮上
- 磁石と鉄等の磁性体との間に働く吸引力を利用して浮上
- 反磁性の超伝導体によるマイスナー効果を利用した磁気浮上[注釈 3]。

実用的な磁気浮上鉄道を考えた場合、磁石同士の吸引または反発を利用する浮上方法は、軌道と車両の両方に磁石を設置することはコストおよび保守の面でかなり難しい。従って、技術・経済的に採用可能なものは以下の2つとなる。

#### 電磁誘導浮上支持方式
車両側に電磁石を設置、軌道側に閉ループのコイルを並べる。車両が軌道上を走行すると、コイルに電磁誘導作用で電流が流れ、これにより磁界が発生する。結果、車両の電磁石と軌道のコイルの間に車体を支持する力が発生する方式。軌道側のコイルは軌道面に置けば、反発浮上式の構成となる。
また側面において、側面浮上式の構成も可能である。利点としては車両の浮上量を設計で任意に取ることができ、結果として後述の電磁吸引支持方式より大きな浮上量が得られる。欠点としては、静止または低速走行時に十分な浮上力が得られないため、車輪等で支持する必要があることと、車両側に超強力な電磁石が必要となる点が挙げられる。

#### 電磁吸引支持方式
車両側に吸引用の浮上電磁石を持つ。また軌道側に車両を引き付けるための鉄レール等を使うことができ、軌道側のコストが安く済む利点がある。また、停止時、低速時でも浮上可能である。しかし、磁石による吸引は磁界が一定の場合、隙間が小さくなるほど吸引力は大きくなる関係にある（磁界強度は距離の二乗に反比例する）。浮上中は、レールと車体との隙間を常に計測し、浮上電磁石の磁力を制御する必要がある。吸引式磁気浮上にはスイッチング周波数の高い大電力制御半導体素子が不可欠であり、1980年以降、このような半導体素子の開発、普及により吸引式磁気浮上が実用化に近づいた。
またギャップ長が制御できれば永久磁石を使用できる（この方法はM-Bahnで実用化された）。
また、近年では希土類元素を用いた強力な希土類磁石が普及するようになり、電磁誘導浮上支持方式ではインダクトラックに使用され、電磁吸引支持方式でも使用が検討される>。

### 案内の種類
一般の鉄道の場合、レールと車輪の物理的接触により車両に対してレールの方向に案内する力が生じる。磁気浮上式鉄道の場合、非接触による軌道案内が必要になるが、磁気浮上で使用されるシステムをそのまま案内に使っている場合が多い。

### 駆動（推進）の種類
非接触のままで推進力を得る手段としては、浮上用磁石と推進用磁石とで兼用ができるリニアモーターによる駆動が一般的である。ロケットやジェットエンジン、プロペラ等を用いることもできるが、実際の営業運転を考えた場合、騒音の面で現実的な解ではない。

### リニアモータの種類
リニアモータは、回転型のモータを直線に展開したものと考えてよい。一次（電機子）側と二次（界磁）側に並進力を得ることができるモータである。リニアモータには回転モータと同種の方式を取ることができる。しかし、磁気浮上鉄道の利点である非接触を行うためには、無整流子構造の交流モータが有利である。すなわち磁気浮上鉄道で採用されている構成はリニア同期モータかリニア誘導モータのどちらかとなる。

#### リニア同期モータ
車両側と軌道側両方に電磁コイルを置き、どちら側かの電磁コイルで進行方向に対して吸引・反発力が得られるように磁界の向きを切り替えることで推進力を得る。磁界を切り替える制御を行うコイルを一次側と呼ぶが、これを車上側に置くか軌道側に置くかで方法が分かれる。すなわち、前者を車上一次方式、後者を地上一次方式とよぶ。
リニア同期モータ式の磁気浮上鉄道では、地上一次式とすると車両側に推進に関わる制御装置を持つ必要が無く、車両側コイルを磁気浮上と共用とすることもできる。車両小型化と完全非接触化に関しては地上一次側の採用にメリットが大きい。しかし、同期モータの場合は車上一次方式・地上一次方式のどちらの場合でも軌道側にコイルを設置する必要があり、軌道建設の初期費用が膨らみ、走行区間の軌道側の界磁を励磁する必要があるので消費電力が増える欠点がある。

#### リニア誘導モータ
誘導モータは、一次側にコイルを持つが、二次側は単に導体板（リアクション・プレート）を置いたものである。磁界中にある導体板内に発生するうず電流から磁界に反発する力が発生し、これが推進力となる。二次側にかご形や巻き線型も使用可能である。構造は同期モータに比べて単純であるが、エネルギー効率が劣る。
リニア誘導モータにも車上一次、地上一次方式の両構成が可能であるが、軌道に導体板（リアクション・プレート）を敷設するだけで済む車上一次式が一般的である。また、リアクション・プレートと一次コイルの配置方法として、リアクション・プレートの片面のみに界磁を配置する片側励磁式とリアクション・プレートの両面に配置する両面励磁式がある。両側式の方が推進効率が高いが片側励磁式が軌道の底面にリアクション・プレートを配置すれば良いのに対して両面励磁式はリアクション・プレートの配置に少々工夫が必要である。

### 要素技術分類
ここでは研究開発が行われたことのある磁気浮上鉄道を要素技術別で分類する。大分類としては、リニアモータ駆動の方法と磁気浮上力を得る方法に分けることができる。以下の表を参照のこと。
| 磁気浮上式鉄道                    | 磁気浮上式鉄道                                                 | 磁気浮上式鉄道 | 磁気浮上式鉄道                                                 |
| リニアモータ方式＼磁気浮上方式    | 電磁吸引方式                                                   | 電磁吸引方式 | 電磁誘導方式                                                   |
| リニアモータ方式＼磁気浮上方式    | 支持・案内分離式                                               | 支持・案内兼用式 | 電磁誘導方式                                                   |
| --------------------------------- | -------------------------------------------------------------- | --- | -------------------------------------------------------------- |
| 地上一次リニア同期モータ          | トランスラピッド(TR-05〜、ドイツ) M-Bahn(旧西ドイツ) CM1(中国) | | 超電導リニア(日本) EET(旧西ドイツ) MAGLEV 2000(アメリカ合衆国) |
| 車上一次リニア誘導モータ          | KOMET(旧西ドイツ) EML(日本)                                    | HSST(日本) バーミンガムピープルムーバ(イギリス) トランスラピッド(TR-02・TR-04、旧西ドイツ) トランスアーバン(旧西ドイツ) ROMAG(アメリカ合衆国) |                                                                |
| 推進方式未定 (リニアモータも可能) |                                                                | | インダクトラック(アメリカ合衆国)                               |

### 推進抵抗
磁気浮上であるため、軌道一次式リニアモータを採用した場合、車体側に集電が不要なので車体と軌道等との接触はないため、これらの動摩擦力は働かないが、以下の2つが推進時の抵抗として働く。

#### 空気抵抗
特に高速移動を前提とする場合には、空気抵抗は速度の二乗に比例して増大するため、大きな問題となる。このため車両デザインには空力的に洗練されたものが要求される。スイスメトロのような一部の構想では減圧されたトンネル内を走行する。
中華人民共和国では、アメリカ合衆国の技術を元に、真空状態のチューブ内でリニアモーターカーを走行させる研究をすすめると言うが、純粋な旅客輸送用として以外に、宇宙開発や軍事転用の可能性もある

#### 磁気抵抗
相対的に磁界中を移動する導体には電磁誘導により誘導電流が生じて磁界に抗する力が発生するが、これが抵抗となる。磁気浮上式鉄道では空気抵抗に比べて桁違いに小さいが、強力な超伝導電磁石を用いて高速で移動する場合は無視できない。通常の鉄橋梁や鉄筋コンクリートの使用は磁気抵抗発生の原因となりうるため、低磁性や非磁性の材料の使用が必要となる場合がある。但し、HSSTやトランスラピッドのような吸引式磁気浮上の場合には漏れ磁界が少ないので構造物に磁性体を使用しても問題は無い。

## 比較
磁気浮上鉄道の特徴は、浮上および推進を非接触で行うことができる点である。
1人当りの輸送に係るエネルギー消費で比較した場合、磁気浮上式鉄道 (500km/h) はガソリン自動車 (100km/h) の約1/2、航空機 (900km/h) の約1/3である。但し、同一速度でのエネルギー消費は、従来の鉄車輪式の鉄道システムよりも多い。また高速移動可能であるにもかかわらず、騒音や振動は比較的少ない。
高速輸送での運用を考えた場合、速度は鉄輪式高速鉄道と航空機の中間に位置する。航空機と比べ前述のエネルギー効率を始め、運用コストや利便性では有利である。また乗用車と比較しても環境負荷や移動時間の正確性などで有利である。
磁気浮上式鉄道の導入の一番のボトルネックは軌道の建設など初期投資が莫大であることが挙げられる。ドイツでは、1990年代にトランスラピッドをハンブルクからベルリンまで導入する計画があり、調査が進められた。1998年に成立した連立政権は建設着工を公約としたが、予算の目処が立たずまた工事による環境負荷による反対運動もあって、2000年に取りやめとなった。

### 粘着式鉄道との比較

#### 長所
- 車輪のような伝達部分を必要としない。特に粘着式鉄道では鉄車輪と鉄レールの摩擦係数が比較的低く空転・滑走が生じがちで、加速時、制動時、縦断勾配の登降坂に対する性能には限界があったが、磁気浮上式の場合は加速・制動性能の大幅な向上が期待できる。
- 騒音や振動の低減。完全非接触の構成が取れれば、騒音の原因となるのは風切り音（空気抵抗）のみとなる。
- 従来の車輪を駆動するための減速機が不要になり、軌道にかかる軸重が軽いので、軌道の構造が従来の鉄道ほど強度を必要とせず、保守の手間が大幅に低減。

#### 短所
- 消費エネルギーの増大。非接触浮上をするだけでも電力を消費する。鉄軌道式ならば停止しているだけならば基本的にはエネルギーを消費しない。さらに、一般的にリニアモータは、軌道一次式、車上一次式を問わず、同速度の場合、推進効率は従来の回転式電動機よりも低いため、消費電力は回転式電動機よりも多い。軌道上の界磁を励磁する必要のある地上一次式リニアモータの場合には顕著になる。
- エネルギー効率に関してはリニアモーターの推進効率は従来の回転式電動機よりも低いので、同じ速度での走行時に効率が向上する事はない。また、地上一次式のリニアモータを採用した場合には走行していない部分の界磁も励磁するので、回転式電動機とのエネルギー効率の差は一層顕著になる。

## 歴史

### アイディア
浮上式の交通機関のアイデアは古くから存在する。大部分は航空機へとつながるアイデアであるが、19世紀頃には、気球を車体に取り付け、空中に設置された軌道を走行する鉄道や、水流に乗って走る鉄道の想像図が描かれ、特許も多数申請された。実際、1870年頃のフランスパリで行われた博覧会では、水を軌道から吹き上げ、車両を浮上させてその上を走る列車が運転された。初期のリニアモータによる推進の列車の特許がドイツ人の発明家Alfred Zehdenによってアメリカ合衆国特許第 782,312号（1907年6月21日）とアメリカ合衆国特許第 RE12700号（1907年8月21日）がそれぞれ取得された。1907年に同様に初期の電磁式交通機関がF. S. Smithによって開発された。
第二次世界大戦後、航空機や自動車の技術が発達すると鉄道に関しても高速化に関する研究が各国で始まる。鉄道の高速化に際し、鉄レールと鉄輪の組み合わせがボトルネックになると考えられていた。そこで、車両そのものを浮上させて高速化を図ろうというアイデアが提案されるようになる。具体的には、磁気浮上と空気浮上の2種類が考えられた。

### 基礎研究・開発
磁気浮上による車両浮上のアイデアは古くからあり、1914年に、イギリスのエミール・バチェレット (Emile Batchelet) が世界初の電磁誘導反発式の磁気浮上リニアモータのモデル実験を行っている。彼は1911年にアメリカ合衆国特許第 1,020,942号、アメリカ合衆国特許第 1,020,943号を出願した。また、ドイツではトランスラピッドの源流ともなる電磁吸引式浮上がヘルマン・ケンペル (Hermann Kemper) により1922年に開発がはじまり、1934年から1941年にケンペルは磁気浮上鉄道の基本特許をドイツで取得した初期の磁気浮上式鉄道はG. R. Greenflyによってアメリカ合衆国特許第 3,158,765号, 輸送のための磁力システム（1959年8月25日）に記述されていた。ロバート・ゴダードもロケット研究の傍ら、磁気浮上式鉄道の研究も行っていたことが判明している。
最初に使用された"磁気浮上式鉄道"のアメリカ特許はCanadian Patents and Development Limitedによる"磁気浮上案内装置"である。1940年代末にインペリアル・カレッジ・ロンドン教授のエリック・レイスウェイト（Eric Laithwaite）が、初めて実物大の稼働するリニアモーターを開発した。レイスウェイトは1964年にインペリアル・カレッジの重電技術の教授になり、成功したリニアモータの開発を継続した。リニアモータは軌道と車両の間に物理的な接触を必要としなかったので、1960年代から1970年代に開発された多くの先進的な交通機関で採用された。レイスウェイト自身はそのような先進的な交通機関計画のひとつであったトラックト・ホバークラフトの計画に参加したが、この計画の予算は1973年に打ち切られた。
リニアモータは磁気浮上システムとも相性が良く、1970年代にLaithwaiteは磁気浮上システムを1台の磁石で構築する事を目的とした単体のリニアモータで、浮上と同様に前進方向の推進力を生み出す新しい磁石の配置を見出した。ダービーの英国鉄道研究部門は複数のいくつかの土木会社のチームと共に実用化に向けて"traverse-flux"システムを開発した。
磁気浮上鉄道の研究が本格化したのは1960年代に入ってからで、各国で研究が始まった。特に旧西ドイツは国家的支援を受けて、メッサーシュミット・ベルコウ・ブローム (MBB) 社が1966年から本格的に研究を始め、1971年、Prinzipfahrzeug（車上一次リニア誘導モータ）が90km/hの記録をつくる。これは世界で初めての有人の磁気浮上鉄道である。また、1975年にKomet (Komponentenmeßtrager) が14mmの電磁吸引浮上で水蒸気ロケット推進ながら401.3km/hの記録をマーク。また、日本のHSSTの一部の技術の導入元でもあったクラウス＝マッファイ社の製造したトランスラピッド・プロジェクトのTR-02号機が1971年に164km/hをマーク。またシーメンス社が中心となり、超電導による電磁誘導式浮上のEET-01が1974年に280mの円形軌道で230km/hの走行実験を行った。ドイツでは磁気浮上式高速鉄道を実現するために、1970年代初頭にトランスラピッドに一本化する際に軌道を簡略化できる車上一次式リニア誘導モータを選択せず、より高速化に適するが費用のかかる地上一次式リニア同期モータを選択した。そのため、当時、先端の開発が進められていた車上一次式吸引式磁気浮上(クラウス＝マッファイ・トランスアーバン)の技術は不要になり、日本や韓国に技術供与された。開発元のドイツでは地上一次式リニア同期モータを採用した事が建設費が高騰する一因となり低迷したが、車上一次式リニアモータの技術を供与された国々は、供与された技術を基に、それぞれの国で発展を遂げ実用化に至った。

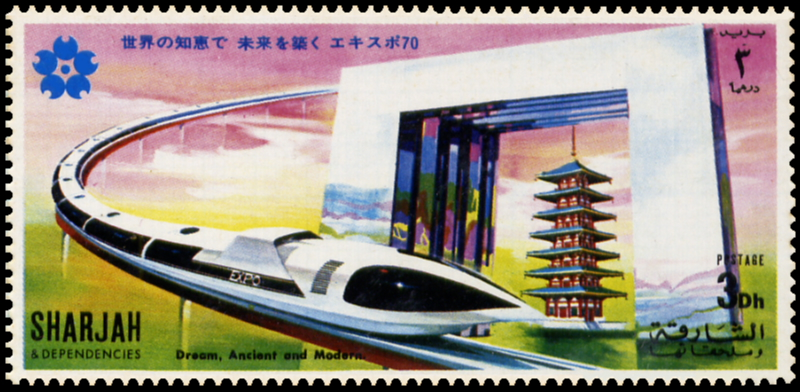
日本万国博覧会を描いたシャールジャの切手。国鉄の磁気浮上式鉄道がある。

日本では、1963年から鉄道総合技術研究所を中心に研究が始まり、1972年に国鉄が日本の鉄道100周年を記念して超電導磁気浮上式リニアモーターカーであるML100（車上一次リニア誘導モーターを使用）による試験走行を公開。これとは別に常電導磁石とリニア直流モーターを組み合わせた、都市近郊交通型の磁気浮上式鉄道の研究も行われた。また日本航空がクラウス＝マッファイ社の技術を導入してHSSTの開発プロジェクトを立ち上げ、1975年から開発を開始した。また当時の運輸省は独自に通勤用の磁気浮上式鉄道イーエムエルプロジェクト（EMLプロジェクト）を立ち上げ、1976年に実験を行っている。その他、熊本工業大学（現崇城大学）でも、吸引式磁気浮上式鉄道の開発が進められている。
アメリカでは、1970年代にRohr社で吸引式磁気浮上であるROMAGの研究が行われていたが、その後低調となり、1978年に事業はボーイング・バートルに売却され、1980年代中頃までは行われていたようである。その後、1990年代からローレンスリバモア国立研究所でハルバッハ配列で並べた強力な永久磁石（ネオジム・鉄・ボロン系合金）を使用したインダクトラックの研究、開発が行われ、現在ではゼネラルアトミック社が研究を引き継いで実用化に向けた研究、開発が行われている。
安定化永久磁石 Stabilized Permanent Magnet (SPM)による磁気浮上式鉄道アメリカ合衆国特許第 6,684,794号が、アプライドレヴィテーション（Applied Levitation）社で開発中である。

### 概略
- 1914年 - イギリス - エミール・バチェレット (Emile Bachelet) が世界初の電磁誘導反発式の磁気浮上リニアモータのモデル実験を行う。
- 1922年 - ドイツ - ヘルマン・ケンペル (Hermann Kemper) によって電磁吸引式浮上の研究が始まる。
- 1934年 - ドイツ - ケンペルは磁気浮上鉄道の基本特許を取得した。飛翔体の研究に用いられる事を目的としていたが中断。
- 1963年 - 日本 - 鉄道総合技術研究所を中心に研究が始まる。
- 1966年 - 西ドイツ - メッサーシュミット・ベルコウ・ブローム (MBB) 社が本格的に研究を始める。
- 1971年
  - 西ドイツ - Prinzipfahrzeug（車上一次リニア誘導モータ）が90km/hを記録。世界初の有人走行[18]。
  - 西ドイツ - クラウス＝マッファイ社が中心となったトランスラッピッド・プロジェクトのTR-02号機が164km/hを記録。
- 1972年 - 日本 - 国鉄が日本の鉄道100周年を記念してML100による超電導試験走行を公開。
- 1974年
  - 西ドイツ - シーメンス社が中心となり、超電導による電磁誘導式浮上のEET-01が280mの円形軌道で230km/hの走行実験を行った。
  - 11月 - 西ドイツ - 西ドイツ政府は磁気浮上関連の予算を削減することを通達した[22]。これにより、西ドイツの関連各社はトランスラピッドへの一本化を余儀なくされ、並行して進められていた計画は中止、縮小された。
  - 日本 - 宮崎実験線着工
- 1975年
  - 西ドイツ - Komet (Komponentenmeßtrager) が14mmの電磁吸引浮上で水蒸気ロケット推進ながら401.3km/hの記録樹立。
  - 日本 - 日本航空がクラウス＝マッファイ社の技術を導入[23]しHSSTの開発プロジェクトを立ち上げ、横浜市新杉田の200m直線軌道にて重さ約1tのHSST-01の浮上走行に成功。
- 1976年 - 日本 - 運輸省は独自に通勤用の磁気浮上式鉄道イーエムエルプロジェクト（EMLプロジェクト）を立ち上げる。
- 1970年代〜80年代 - アメリカ - 磁気浮上の研究が行われていたがその後低調となり、ローマグ社 (Romag) から開発を引き継いだボーイング社で1980年代中までは行われていたようである。
- 1977年 - 日本 - 宮崎実験センターと1.3kmのガイドウェイが完成、実験を開始する。
- 1978年 - 日本 - HSST-01がロケット推進で307.8km/hで走行した。
- 1979年12月21日 - 日本 - 無人走行で当時の世界最高速度517 km/hの記録を樹立した。
- 1980年 - 日本 - 鉄道技術研究所が宮崎実験線をU字型軌道に改良。有人走行車両MLU001を導入。
- 1983年 - 西ドイツ - TR-06がエムスランド実験線 (20.3km) で走行試験を始める。
- 1984年 - 英国 - バーミンガムピープルムーバがバーミンガム空港とバーミンガム駅間の世界初の実用化路線として完成（1995年運行停止）。英国ではホバートレイン計画の中止後、イギリス国鉄や大学で磁気浮上鉄道の研究が行われていた。イギリス国鉄は市場調査の結果、低速の市内交通に磁気浮上鉄道の可能性があるとし、小型低速タイプの研究を行っていたが、その成果である。
- 1985年 - 日本 - つくば科学万博でHSST-03が運転された[注釈 11]。
- 1986年 - カナダ - バンクーバー国際交通博覧会でHSST-03が運転された。日本の磁気浮上鉄道が海外で運転されたのは初めて[注釈 12]。
- 1987年 - 日本 - 愛知県岡崎市の葵博覧会でHSST-03が運転された。
- 1988年 - 日本 - 埼玉県熊谷市のさいたま博覧会でHSST-04が運転された。
- 1989年
  - 日本 - 横浜市の横浜みなとみらい21地区で開催された横浜博覧会で、HSST-05（後のHSST-200系統）がYES'89線として日本初の営業運転。会期中に会場内で運転されたが、試乗目的の展示走行ではなく、磁気浮上式鉄道として運輸当局の認可（第一種鉄道事業・営業運転免許）を得た最初の運転となった[注釈 13][1]。
  - 西ドイツ - M-Bahnが旧西ベルリンのグライスドライエック駅 - ケンパープラッツ駅間約1.6kmで、実用線としては世界で2番目に運行開始。1973年に開発が始まり1987年に実用線が完成したが、1992年に廃止された。しかし、実用化に向けた開発・売り込みは続いており、ブラウンシュバイク工科大学のキャンパス内に全周1.3kmの実験線が建設され、日本の神戸製鋼所とAEG社は技術提携を行い、日本国内等で売り込みが行われている模様である。
  - 西ドイツでは、それまでバラバラに行われていた磁気浮上式鉄道のプロジェクトの一本化をはかり、トランスラピッドを中心とした技術開発に集約された。
- 1990年 - 日本 - 超電導リニアの実用化実験のための山梨実験線の工事が始まる。
- 1990年代 - 日本 - 熊本工業大学で吸引式磁気浮上鉄道の研究が進められた[24]。
- 1993年 - 韓国 - 大田国際科学技術博覧会でクラウス＝マッファイ社から技術を導入した吸引式磁気浮上鉄道HML-03[25]が運転された。
- 1997年 - 日本 - 超電導リニアが山梨実験線で実用化を目指した開発へと移行。
- 2000年6月 - 中国 - ドイツ製のトランスラピッドが上海浦東国際空港への交通手段として採用が決定。
- 2003年12月29日 - 中国 - 上海トランスラピッド（ドイツ製）が上海浦東国際空港のアクセス用に、常設実用線としては世界で3番目、万博などでの期間限定の実用線を含めれば世界で8番目に開業。営業最高速度430km/h。ただし、2003年は敷設工事が完成した段階で試行運転のみ。本格的商用運転は2006年から。
- 2005年
  - 日本 - HSSTが愛知高速交通東部丘陵線（愛称：リニモ）として、愛知県で開催された愛知万博に合わせ日本初の常設実用線として開業[26]。最高速度は約100km/h。
  - 5月 - 中国 - 中華06号…大連で設計速度400km/hの車両が試運転された。中国が独自開発したとされる小型懸垂式リニアで、永久磁石を使用し浮上するのに電力を必要としない設計。建設コストは、2007年時点で日独方式の半分程度ともいわれる。走行実験での速度は不明。（米国のインダクトラック、ドイツのM-Bahnも参照）。
- 2006年7月 - 中国 - 成都飛機工業集団（成都市）が2005年9月から開発開始したCM1型磁気浮上列車（愛称「海豚」）が、上海の同済大学構内の実験線で設計最高速度500km/hでの試運転を目指したとされるが、その後の結果は不明。中国国営テレビ局CCTVは、「中国は外国の技術を習得し、今では国産化率85%、関連の知的財産権は全て中国に属する」と大々的なプロパガンダを行っている[27]。しかし、ドイツではトランスラピッドの技術が流出したと問題になっている。
- 2007年
  - 日本 - JR東海が2025年頃の中央新幹線の実現に向け、一般客の試乗運転を終了。長大編成車両や実験線の延伸、地質調査など、今まで以上に実用化に向けた研究に経営資源を集中させることを発表。
  - 中国 - 中華01号（永久磁石方式、最高速度500km/h以上を予定）のための3kmの実験線が、2008年の完成を目指して、遼寧省大連市で建設されている。
- 2008年4月21日 - 韓国 - 大田国際科学技術博覧会で使用した路線を一部延伸した約1kmの路線で、吸引式磁気浮上鉄道UTM-02が運行開始。
- 2013年8月 - 日本 - 42.8kmに延長された山梨実験線で超電導リニアL0系の試験運転を開始。
- 2014年12月 - 日本 - 中央新幹線の東京 - 名古屋間の路線起工式が行われた。

## 各国の建設計画

### 日本
超電導リニアによる中央新幹線は南アルプスをトンネルで通過する計画であるため、2008年2月よりボーリング調査が行われた。その後、2011年5月26日に中央新幹線の整備計画が正式決定し、2014年に東京 - 名古屋間の路線起工式が行われた。名古屋までの開業後は大阪まで延伸される予定である。

### ドイツ
2008年3月27日、ドイツ運輸・建設相（当時）であったヴォルフガング・ティーフェンゼーは、ミュンヘン国際空港 - ミュンヘン中央駅間の37.4kmのリニアモーターカー建設を断念したと発表。建設コスト上昇が理由。総額18億5000万ユーロ（約3000億円）の事業予算を計上したが、最新の見積もりが32〜34億ユーロに膨れ上がったため、実現困難と判断した。
2005年にドイツ連邦政府が1億1300万ユーロをTRに投入することを決め計画に弾みがつき、2007年にはドイツ鉄道（ドイチェ・バーン）とトランスラピッドは正式合意し（AP通信）、同年9月24日、バイエルン州政府は2014年頃までの開業を目指し、2008年夏にも着工するとしていた。事業主体はトランスラピッド・インターナショナル（ティッセンクルップとシーメンスの共同事業体）が担うはずだった。

### イギリス
2005年、トランスラピッドタイプの磁気高速鉄道、UK Ultraspeed線（最高速度500km/h）をロンドン - グラスゴー間のミッドランド、イングランド北東部を経由する複数の路線構想を有するプロジェクトが立ち上げられた。政府によって実現可能であるか審議された。2007年7月24日に公表されたDelivering a Sustainable Railway白書によって却下された。グラスゴーとエディンバラ間の同様の高速鉄道が提案されたが技術的に不十分だった。

### 中国
現在は30 kmの上海トランスラピッドを杭州市まで200 kmに延伸する計画や、新たな磁気浮上式鉄道の建設計画が目白押しであるものの、健康・騒音被害や建設コスト、用地買収、鉄輪式高速鉄道との互換性の問題などが浮上し、今後の計画はどうなるかは未知数な面がある。上海トランスラピッドの延伸計画は、現在のところ休止されているがもし実現すれば磁気浮上式鉄道による最初の都市間商業輸送になる。2007年5月に計画はシステムからの電磁波の放射の懸念により当局により中止が報告された。2008年1月と2月に、100人規模の反対者達が上海で路線が人家に接近しすぎるとして電磁波による健康への影響、騒音、汚染と資産価値の目減りに関する懸念で反対運動をした。元の計画では上海国際博覧会に間に合わせる予定だった。上海市の行政当局は住民の不安を緩和するために路線を地下に建設する等の複数の選択肢を検討した。同じ報告では最終的な決定は国家発展開発委員会に委ねられたとされる。2010年10月26日、上海市 - 杭州市間を最高速度300 km/hで結ぶ滬杭旅客専用線が開業し、延伸計画が実行される可能性は低くなった。
同済大学構内の実験線でCM1型磁気浮上列車の開発が進められている。
長沙市の長沙中低速磁浮線（長沙南駅と長沙黄花国際空港間）の建設工事は2014年5月に開始され、2016年5月6日に開通した。
2017年12月30日に中国では3番目の磁気浮上式鉄道である、北京地下鉄の10.2kmのS1線(門頭溝線)が開業した。S1線は国防技術大学で開発された技術を採用した吸引式磁気浮上鉄道である。2011年2月28日に建設が開始されていた。最高速度は105km/hである。

### 韓国

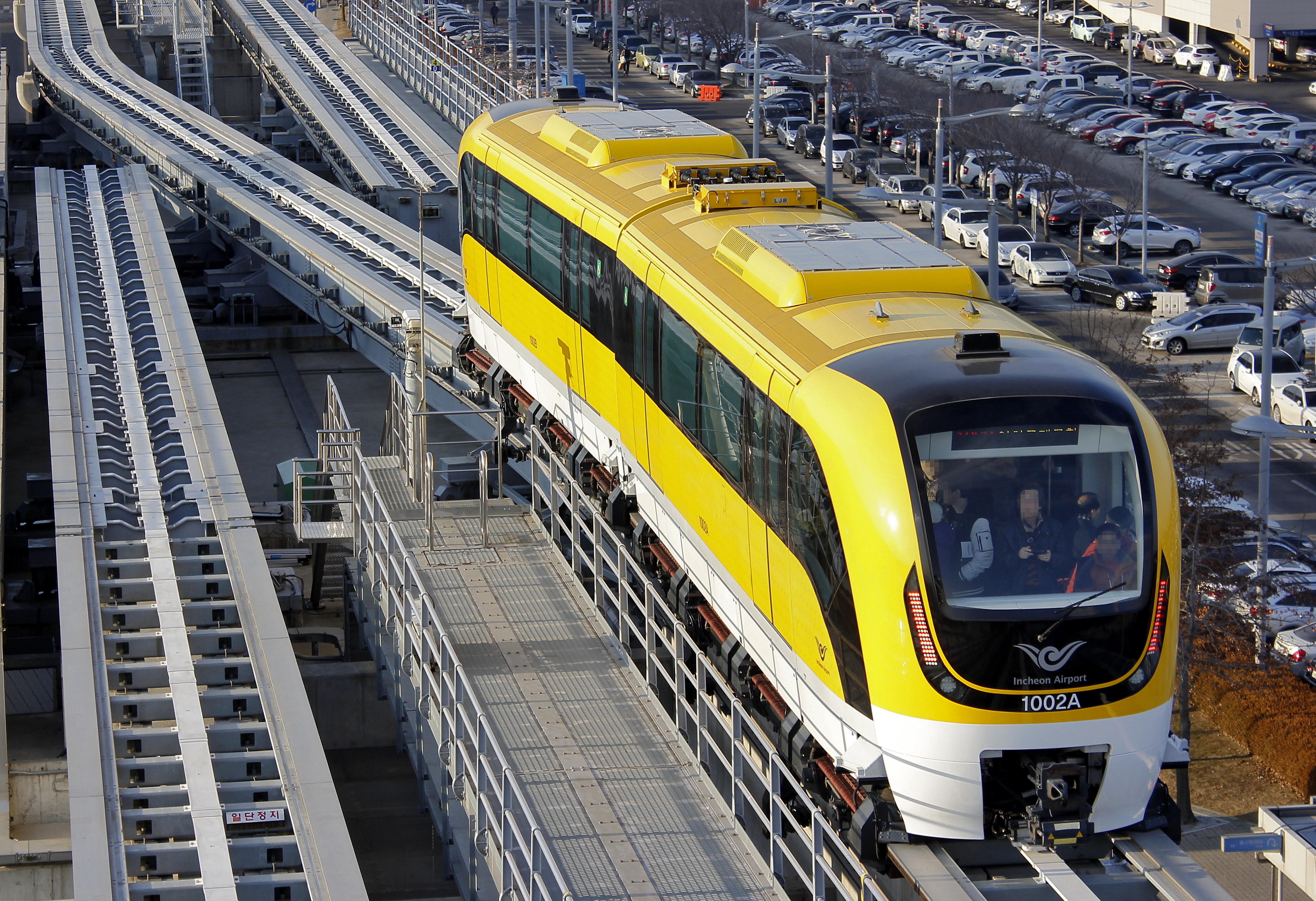
仁川空港磁気浮上鉄道（韓国）

1993年に大田国際博覧会でドイツのクラウス・マッファイ社の技術指導を受けて開発されたHML-03を運行させたほか、2008年から現在までエキスポ科学公園内で1km以内という短距離であるが国産のUTM-02が運行されている（詳細はエキスポ科学公園#リニアモーターカー）。
2007年、韓国機械研究院は2012年までの6年間に総額4500億ウォンの予算を投入して都市型磁気浮上式鉄道を実用化する計画を発表した。この計画は2012年に仁川空港磁気浮上鉄道として完成したが、純国産にこだわったことからトラブルが相次ぎ、繰り返し運行開始が延期され、2016年2月3日に開業した。2両編成で定員は1両135人、設計最高速度110km/h、営業最高速度80km/hで、6駅間6.1kmを15分間で走行する。浮上方式は常電導吸引式である。
なお、2007年時点で韓国機械研究院は、2007年中に550km/hの高速リニアの研究・開発に着手して2016年までに開発し2020年に商用化したいと発表しており、2016年時点で韓国の一部メディアでは「550km/hを目指すSUMA550の試験車両が開発済み」と報道されたが、実際は1両が極めて短距離（150m）の実験線を低速走行するにとどまっている。

### アメリカ
アナハイム - ラスベガス: カルフォルニア州アナハイムとネバダ州ラスベガスを全長433kmの磁気浮上式高速鉄道で結ぶ計画がある。詳細はen:California–Nevada Interstate Maglevを参照。
ボルチモア - ワシントンD.C.: メリーランド州ボルチモアとワシントンD.C.を全長64.1kmの磁気浮上式高速鉄道で結ぶ計画がある。2015年6月4日にメリーランド州のラリー・ホーガン知事が山梨実験線に試乗した。詳細はen:Baltimore – Washington D.C. Maglevを参照。

### カナダ
Magnovate社がカナダのアルバータ州のエドモントンとカルガリー間にMaglineを建設する構想がある。第三世代の磁気浮上システムで7.5cmの浮上高で駅では待避線に入るようになっていて柔軟な運行ができる。

### イスラエル
テルアビブでスカイトランの建設計画が発表された。技術はイスラエル・エアロスペース・インダストリーズの支援でアメリカ航空宇宙局によって開発された。高架式で70km/hで走行するものの更に高速化が可能である。イスラエル・エアロスペース・インダストリーズの敷地内に試験線が建設される予定で、試験が成功すれば最初の商業運行路線がテルアビブに建設予定である。試験は2015年末までに開始予定である。最高速度は240km/hまで到達可能であるとされる。

### スイス
スイスラピッド: スイスラピッド AG とスイスラピッドコンソーシアムは共同で、国内の主要な都市を接続する磁気浮上式鉄道の計画・開発中である。スイスラピッドエクスプレスは、スイスにおいて来たる交通の挑戦のための革新的な解決法である。大規模な社会資本の先駆者としてスイスラピッドは100%民間から資金を募る。長期的にスイスラピッドエクスプレスは、アルプス北部の主要な都市であるジュネーヴとルツェルンやバーゼルを含むザンクト・ガレンを接続する事を目的とする。現在計画中の最初の計画ではベルン - チューリッヒ、ローザンヌ - ジュネーブ同様にチューリッヒ - ヴィンタートゥールが予定される。最初の路線(ローザンヌ - ジュネーブまたはチューリッヒ - ヴィンタートゥール)は早ければ2020年初頭の開業が可能とされた。
スイスメトロ: 初期のスイスメトロの計画は交通の挑戦のための解決法として以前に試みられた。スイスメトロAGは高速時における空気抵抗を減らすために地下の部分的に真空に減圧したトンネル内に磁気浮上式鉄道の軌道を敷設するという技術的に挑戦的な目論見だった。スイスラピッドと共にスイスメトロはスイス国内の主要な都市間を接続する。2011年、スイスメトロAGは解散して組織の知的財産権はスイス連邦工科大学ローザンヌ校に譲渡された。

### オーストラリア
シドニー - イラワラ: 現在、シドニーとイラワラの都市ウロンゴン間に計画がある。計画は1990年代半ばに浮上した。シドニー - ウロンゴン通勤回廊はオーストラリア最大であり、毎日2万人以上の人々がイラワラからシドニーへ通勤する。現在両都市を結んでいるイラワヤ線はおよそ2時間で運行されている。磁気浮上式鉄道の導入により通勤時間は20分に短縮が見込まれる。

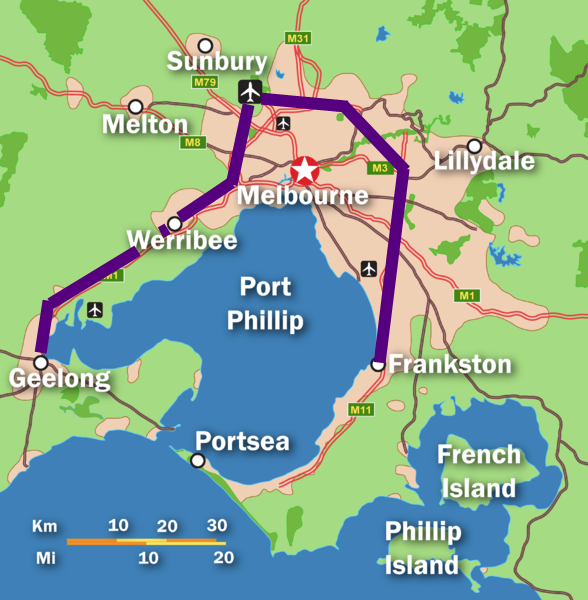
ジーロンとメルボルンを通過してフランクストンまで20分未満で移動するメルボルン磁気浮上式鉄道計画

メルボルン: 2008年末、ビクトリア州政府が民間による資金調達と運営による磁気浮上式鉄道の計画を提案した。磁気浮上式鉄道の費用は80億オーストラリア・ドルが見込まれる。しかしながら、慢性的な道路の混雑により政府はすぐに計画を却下して代わりに道路の拡張することにした。

### イタリア
Andrew Spannausによって2008年4月にミラノ・マルペンサ空港とミラノ、ベルガモ、ブレシアの都市を高速で接続するための最初の計画が立案された。
2011年3月、Nicola Olivaはピサ空港、プラート、フィレンツェのサンタ・マリア・ノヴェッラ駅とフィレンツェ空港を磁気浮上式鉄道で接続する構想を提案した。所要時間は従来の1時間15分からおよそ20分にまで短縮される予定である。第二段階ではリヴォルノの湾岸地域まで延伸する構想である。

### プエルトリコ
サンフアン - カグアス: プエルトリコ最大の都市サンフアンのトレン・ウルバノ線のクペイ駅とサンフアンの南に隣接する郊外の都市のカグアス間を接続する全長16.7マイル (26.8 km) の磁気浮上式鉄道の計画が立案された。磁気浮上式鉄道は両都市を接続する52号高速道路と並行する。プロジェクトを担当するAmerican Maglev Technology社によると費用はおよそ3.8億ドルが予想される。

### インド
ムンバイ - デリー: アメリカ企業によってムンバイとデリー間を結ぶ提案がインドの鉄道大臣にされた。当時の首相マンモハン・シンはもしこの計画が成功すればインド政府は他の都市間やムンバイ中央とチャトラパティ・シヴァージー国際空港間にも建設する予定であると述べた。
ムンバイ - ナーグプル: マハーラーシュトラ州は、約1000km離れているムンバイとマハーラーシュトラ州のナーグプル間の磁気浮上式鉄道の実現可能性調査を承認した。
チェンナイ - バンガロール - マイソール: 2012年12月にチェンナイからバンガロールを経由してマイソールまでの路線の詳細な報告がされ、費用は1km当たり2600万ドルで最高速度は350 km/hとされた。

### イラン
2009年5月にイランとドイツ企業はテヘランとマシュハド間の接続に磁気浮上式鉄道を使用することで合意した。合意はマシュハド国際フェアの会場でイランの道路・交通大臣とドイツの企業間で交わされた。テヘランとマシュハド間の全長900kmの路線はおよそ2.5時間に短縮可能であるとされる。

### その他
オランダ国内やベルリン - 東欧諸都市間、スペインのマドリードの空港と3つの都市間、ベネズエラのカラカス - ラ・グアイラ、そしてシモン・ボリーバル国際空港間などで、実現性は別として、磁気浮上式鉄道の導入構想がある。

## 最高速度記録
2003年の年頭の挨拶で当時JR東海の社長を務めていた葛西敬之は「超電導リニアは最高時速700km/hを目指す」旨の発言をしており、同年に超電導リニアMLX01が当時の鉄道世界最高速度581km/hを記録している。2015年4月には超電導リニアL0系新幹線が590km/h、603km/hと立て続けに鉄道世界最高速度記録を更新した。

### 試験走行
※無人は主なもののみ記載する。
- 1971年 - 西独 - 最高速度90km/hを記録…Prinzipfahrzeug（有人[18]/ 車上一次リニア誘導モータ）
- 1971年 - 西独 - 164km/h…TSST/TR-02号機（無人/ TSSTを研究している企業とTRの研究をしている独企業が共同で開発）
- 1972年 - 日本 - 60km/h…ML100（有人）
- 1973年 - 西独 - 250km/h…TR04（有人）
- 1973年 - 米国 - 480km/h…TLRV（無人/ ガスタービン搭載、空気浮上式リニア誘導推進）
- 1974年 - 西独 - 230km/h…EET-01（無人/ 280mの円形軌道）
- 1975年 - 西独 - 401.3km/h…Komet（無人/ 電磁吸引によって14mm浮上した、水蒸気ロケット推進）
- 1978年 - 日本 - 307.8km/h…HSST-01（無人/ 日産自動車製補助ロケット使用で250km/h以上）
- 1978年 - 日本 - 110km/h…HSST-02（有人/ 8座席の客室スペースを持つ実験車両で、乗り心地改善のため2次サスペンションが導入された）
- 1979年 - 日本 - 517km/h…超電導リニアML-500（無人/ 宮崎実験線で世界初の500km/hを超える記録を達成）
- 1987年 - 日本 - 400.8km/h…MLU001（有人）
- 1987年 - 西独 - 406km/h…TR-06（有人）
- 1988年 - 西独 - 412.6km/h…TR-06（有人）
- 1989年 - 西独 - 436km/h…TR-07（有人）
- 1993年 - ドイツ - 450km/h…TR-07（有人/ 設計最高速度500km/h）
- 1994年 - 日本 - 431km/h…MLU002N（無人）
- 1995年 - 日本 - 411km/h…MLX01（有人）
- 1997年12月12日 - 日本 - 531km/h…MLX01（有人/ 山梨実験線で有人初の500km/h超を達成）
- 1997年12月24日 - 日本 - 550km/h…MLX01（無人）
- 1999年4月14日 - 日本 - 552km/h…MLX01（有人/ 5両編成）ギネス認定
- 2003年11月12日 - 中国 - 501km/h…TR-08（有人/ ドイツ製：上海トランスラピッド）
- 2003年12月2日 - 日本 - 581km/h…MLX01（有人/ 3両編成）ギネス認定
- 2015年4月16日 - 日本 - 590km/h…L0（有人/ 7両編成）
- 2015年4月21日 - 日本 - 603km/h…L0（有人/ 7両編成）ギネス認定

### 営業運転
- バーミンガムピープルムーバ
54km/h（1984年、世界初の磁気浮上式鉄道がイギリスのバーミンガム空港 - バーミンガム国際展示場駅間約620mで開業。1995年運行停止）
- M-Bahn
100km/h（1989年、ドイツの西ベルリン市内ライスドライエック駅 - ケンパープラッツ駅間約1.6kmで開業。1992年閉鎖）
- トランスラピッド
430km/h（2003年、ドイツのトランスラピッドが、中国の浦東1号2号航站楼駅 - 上海市郊外の竜陽路駅間29.863kmのアクセス線として開業。）
- HSST
約100km/h（2005年、日本で磁気浮上式鉄道が愛知高速交通東部丘陵線（愛称：リニモ）として営業距離8.9kmで開業）

## 博覧会での展示走行
上述の1989年に開催された横浜博覧会におけるYES'89線 (HSST-05) は、会期中の会場内での営業であったため展示走行と解されることもあるが、第一種鉄道事業免許による旅客輸送であり、厳密には展示走行には該当しない。
- 1979年 - 西ドイツ - TR-05がハンブルクで開催された国際交通博覧会 (IVA79) で一般試乗を実施。
- 1985年 - 日本 - HSST-03が茨城県つくば市のつくば科学万博で30km/hと低速走行ながら人気を博す。（→つくば科学万博の交通も参照）
- 1986年 - カナダ - 日本のHSST-03がバンクーバー国際交通博覧会でデモ走行。30km/h。走路はつくば博では直線のみだったのに対して、バンクーバーではカーブ区間も設けられた。
- 1987年 - 日本 - HSST-03が愛知県岡崎市の岡崎葵博覧会でデモ走行。30km/h。その後しばらく展示されてから、現在は岡崎南公園に保存。
- 1988年3月19日 - 日本 - HSST-04が埼玉県熊谷市で開かれたさいたま博覧会で展示走行。最高速度30km/h。
- 1988年 - ドイツ - TR-07がハンブルク国際交通博覧会 (IVA88) で公開。
- 1993年 - 韓国 - 大田市の大田国際博覧会で吸引式磁気浮上鉄道のHML-03の運転が行われた[77]。

## 主な開発プロジェクト

### 超電導リニア
鉄道総合技術研究所（JR総研）及び東海旅客鉄道（JR東海）により開発が進められている磁気浮上式鉄道。超電導電磁石によるリニアモーターを使用する（超電導リニア方式）で、将来は中央リニア新幹線で営業運転される。基礎技術から日本で独自に研究・開発が行われており、技術的には既に実用段階に達している。山梨に42.8kmの実験線があり、一日の走行距離は約3,000kmに達する。2003年当時JR東海の社長だった葛西敬之は、最高速度700km/hを目指すと技術者向けに発言し、その直後、有人走行では世界最高の581km/h（ギネスブック認定）を記録、2015年には603km/hを記録して世界最高速度を更新した。
2014年12月から実験線を延長する形で東京 - 名古屋間の建設が始まっており、開業は2027年、大阪までの開業は2045年を目指している。

### HSST
HSST（High Speed Surface Transport、エイチエスエスティ）はトランスラピッドを開発していたクラウス＝マッファイから空港と都心部の連絡輸送用として日本航空が吸引式磁気浮上の技術を導入し、その後1980年代末に開発を引き継いだ名古屋鉄道等を中心とする中部HSST開発が中心となり開発が進められ、運転速度および輸送能力に応じてHSST-100、HSST-200、HSST-300の3システムが開発された。HSST-200は200km/h程度ないしはそれ以上の、HSST-300は300km/h程度ないしはそれ以上の走行も可能である。HSST-100が2005年3月に愛知高速交通東部丘陵線（愛称：リニモ）として営業運転しており、営業距離は8.9km、営業時の最高速度は約100km/hである。トランスラピッドから吸引式浮上技術を導入したが、推進方法はトランスラピッドが高速化に適した軌道一次式リニア同期モータを使用しているのに対してHSSTでは浮上、案内、推進を兼用する車上一次式リニア誘導モータを使用している。このため他の方式よりも建設費が安い。

### トランスラピッド
ドイツで開発された磁気浮上式鉄道。2007年に開発されたTR-09は、設計最高速度が505km/h。本国ドイツより先に中国の上海で実用線が建設され営業運転している。大都市上海とその国際空港のアクセス用として、29.863kmを7分20秒で結ぶ。営業最高速度は430km/hで、現在の営業路線としては世界一の速度で運転している（上海トランスラピッド）。

### CM1 ドルフィン

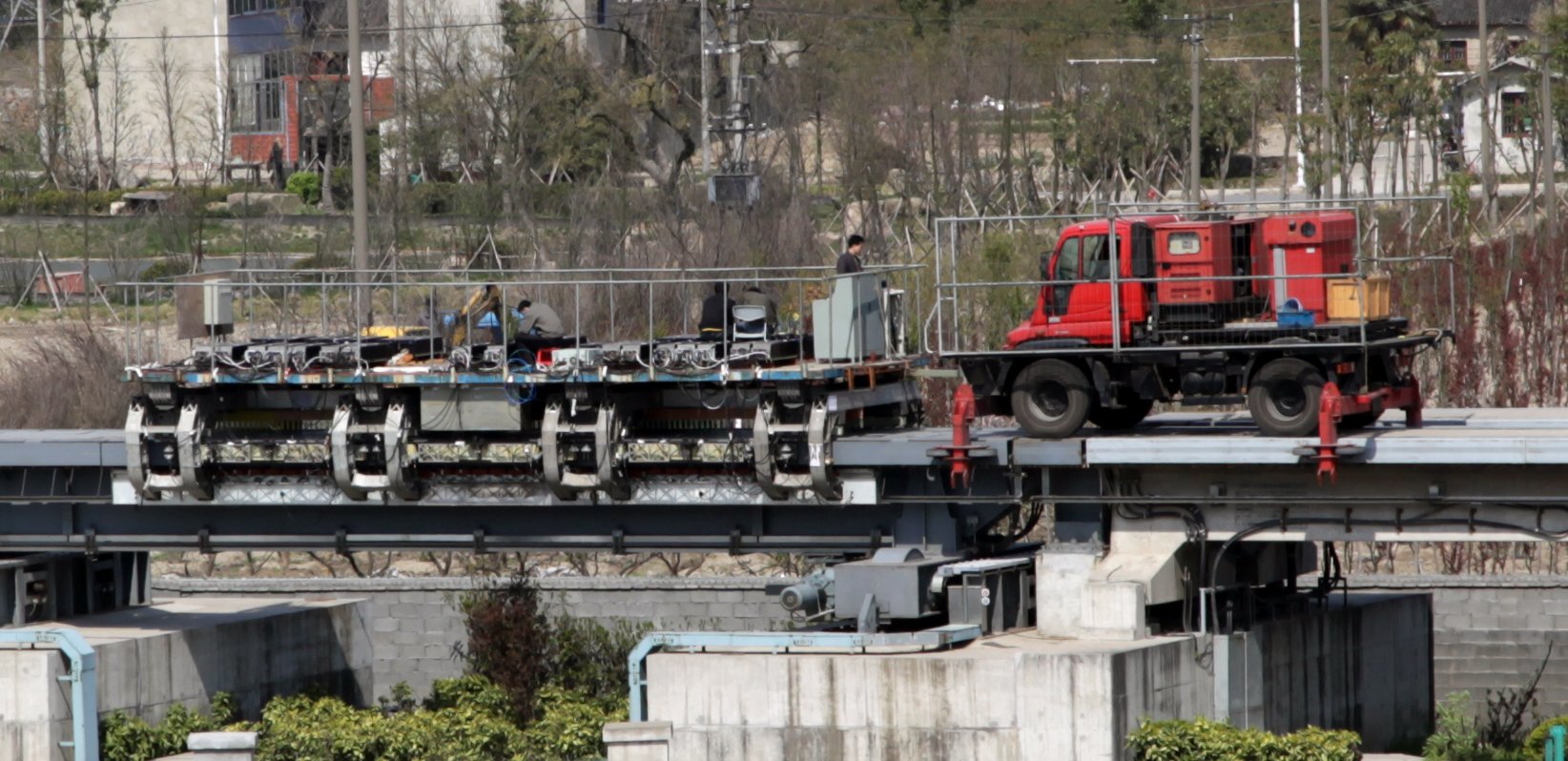
CM1 ドルフィン

中国が開発中の吸引式磁気浮上式鉄道。同済大学構内に総延長1.5kmの実験線を敷設して実験走行を進めている。現時点では実験線の長さの制約により最高速度は120km/hにとどまっている。

### MAGLEV 2000
アメリカ合衆国のフロリダ州ケープカナベラルに建設予定の超伝導誘導反発式磁気浮上式鉄道。

### その他
米国のインダクトラック式のSkytran、中国が独自に研究を進めているといわれる中華06号、CM1型車両、中華01号などがある。崇城大学工学部宇宙航空システム工学科でも80年代より吸引式磁気浮上鉄道の研究が進められている。韓国でもドイツのクラウス＝マッファイ社から技術供与を受けて吸引式磁気浮上鉄道の研究が大田広域市の韓国機械研究院を中心として進められていて、大田国際博覧会で使用した軌道を利用して営業運転されている。
崇城大学でも吸引式磁気浮上式鉄道の開発が行われて数人乗りの車両が製作された。
カナダのMAGNOVATE社では分岐器を使用した運行システムを備えた磁気浮上式鉄道を開発中。

### 終了または廃止

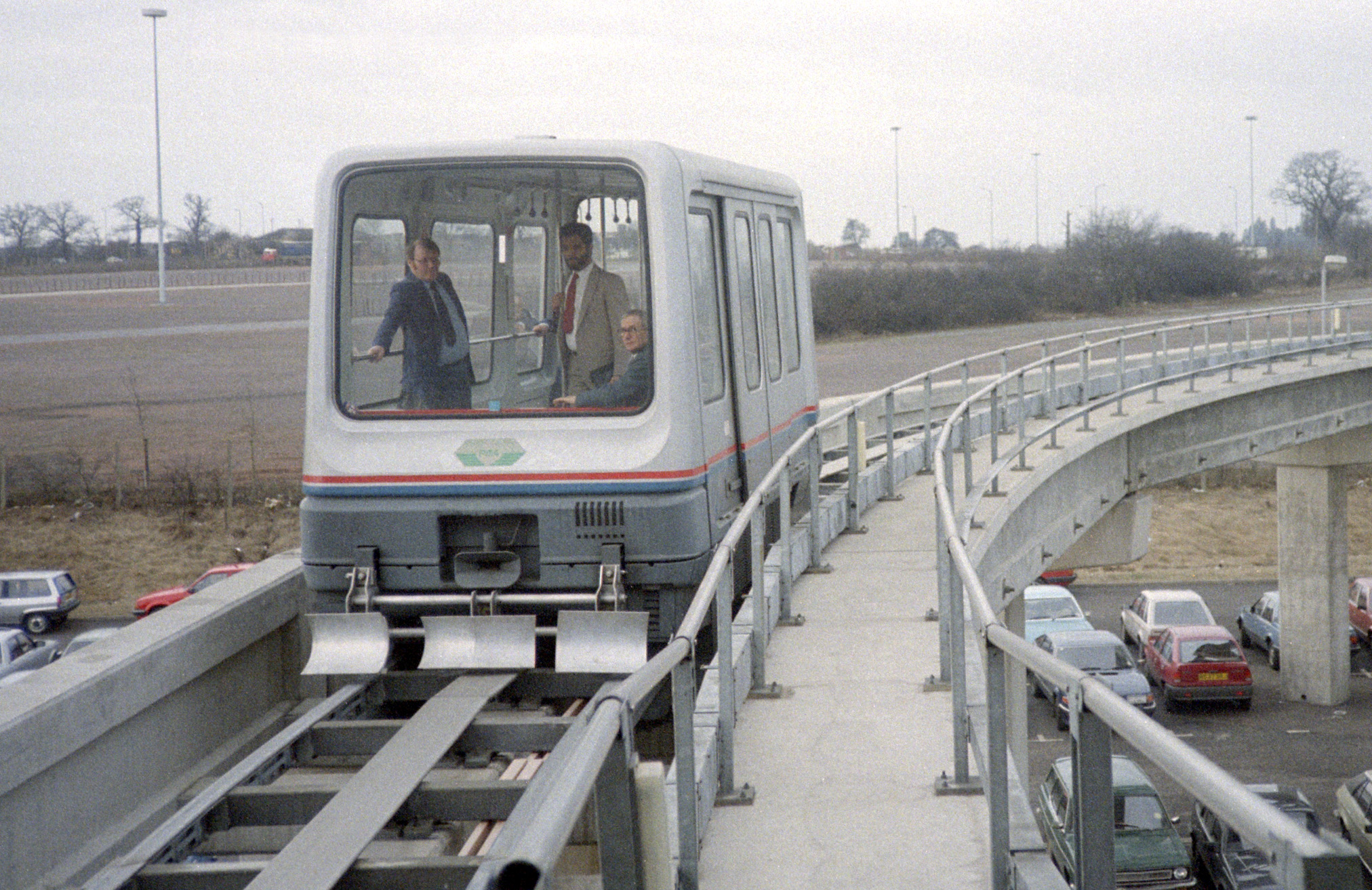
バーミンガムピープルムーバ

#### EMLプロジェクト
イーエムエルプロジェクト（EMLプロジェクト）- 日本の運輸省（当時）が1970年代に行っていた磁気浮上式鉄道の研究。

#### バーミンガムピープルムーバ
バーミンガムピープルムーバ（イギリス）世界初の常設磁気浮上式鉄道として建設されたが、ケーブル牽引式のスカイレール（現・エアレール・リンク）に改修された事により1995年に廃止された。

#### M-Bahn
M-Bahnはドイツのベルリンに1980年代末に建設されたが、東西ドイツの統一により路線の意義が薄れて短期間で廃止された。

#### クラウス＝マッファイ・トランスアーバン
1970年代初頭にカナダのトロントで導入に向けて試験軌道が建設されて実際に試験が実施されたが分岐機が降雪に対して脆弱性を有しており、当時はパワーエレクトロニクスが未完成で浮上用電磁石から商用周波数である50Hzの騒音、振動が生じる等の問題があり、西ドイツでの磁気浮上式鉄道の開発をトランスラピッドに集中する事になり、1974年11月に西ドイツ政府からの補助金を減らされたために改良を進める事が出来なくなり中止された。車上一次式吸引式磁気浮上の技術は韓国機械研究院に技術供与された。

#### ROMAG
アメリカで1970年代に開発されていた吸引式磁気浮上鉄道。
- 神戸市立青少年科学館の新館の屋上でも、永久磁石による反発式磁気浮上で1989年から2007年まで運転されていたが、制御装置が故障して代替部品の調達ができなくなり引退した。

## 主な実験線
- リニア実験線
- エムスランド実験線
- 大田科学公園実験線
- 同済大学磁気浮上鉄道実験線

## 玩具
タカラトミーは2015年、磁気浮上式鉄道の1つである日本の「超電導リニア」をモデルとした世界初のレールトイ「リニアライナー」を発売した。磁気浮上式鉄道同様、磁石で浮上・走行するが、実際の超電導リニアとは仕組みが異なる。